# Seznam členů dvacátého Knesetu
Toto je seznam členů 20. Knesetu, který byl zvolen 17. března 2015.

## Rozdělení mandátů podle poslaneckých klubů
- Likud: 30 mandátů (25.0 %)
- Sionistický tábor: 24 mandátů (20.0 %)
- Sjednocená kandidátka: 13 mandátů (10.8 %)
- Ješ atid: 11 mandátů (9.2 %)
- Kulanu: 10 mandátů (8.3 %)
- Židovský domov: 8 mandátů (6.7 %)
- Šas: 7 mandátů (5.8 %)
- Sjednocený judaismus Tóry: 6 mandátů (5.0 %)
- Jisra'el bejtenu: 6 mandátů (5.0 %)
- Merec: 5 mandátů (4.2 %)

## Seznam členů

### Likud
1. Netanjahu
2. Erdan
3. Edelstein
4. Jisra'el Kac
5. Regev
6. Šalom (pak Ochana)
7. Ja'alon (pak Glick)
8. Elkin
9. Danon (pak Haskel)
10. Levin
11. Begin
12. Hanegbi
13. Steinitz
14. Gamli'el
15. Akunis
16. Bitan
17. Kac
18. Levy
19. Kiš
20. Chotovely
21. Amsalem
22. Zohar
23. Berko
24. Qará
25. Boker
26. Dichter
27. Nagosa
28. Koren
29. Mazuz
30. Chazan

### Sionistický tábor
1. Herzog
2. Livni
3. Jachimovič
4. Šafir
5. Šmuli
6. Bar-Lev
7. Bar
8. Perec
9. Micha'eli
10. Kabel
11. Trajtenberg
12. Margalit
13. Rosenthal
14. Swid
15. Atar (pak Kohen Paran)
16. Chason
17. Bahlúl
18. Broši
19. Biran
20. Šaj
21. Svetlova
22. Verbin
23. Jona
24. Ben Re'uven

### Sjednocená kandidátka
1. Ode
2. Ghnaim
3. Zahalka
4. Tíbí
5. Sulejman
6. Hádž Jahjá
7. Zuabí
8. Chenin
9. Abú Arár
10. Džabarín
11. Ghattás
12. Sa'adi
13. abú Ma'arúf

### Ješ atid
1. Lapid
2. Piron (pak Štern)
3. German
4. Kohen
5. Peri
6. Šelach
7. Jelin
8. Elharar
9. Razvozov
10. Lavie
11. Levy

### Kulanu
1. Kachlon
2. Galant
3. Alaluf
4. Oren
5. Azaria
6. Ploskov
7. Biton
8. Kohen E.
9. Folkman
10. Mejrav Ben-Ari

### Židovský domov
1. Bennett (pak Mu'alem)
2. Ari'el
3. Šakedová
4. Ben-Dahan
5. Slomi'anski
6. Magal (pak Varcman, pak Bennett)
7. Jogev
8. Smotrič

### Šas
1. Deri
2. Kohen J.
3. Nahari
4. Margi
5. Azulaj (pak Azulaj)
6. Ben Cur
7. Vaknin

### Sjednocený judaismus Tóry
1. Litzman
2. Gafni
3. Poruš (pak Ašer)
4. Maklev
5. Mozes
6. Eichler

### Jisra'el bejtenu
1. Lieberman
2. Levy
3. Landver
4. Šochat (pak Ilatov)
5. Gal (pak Forer)
6. Amar

### Merec
1. Gal-On
2. Gil'on
3. Farídž
4. Rozin
5. Zandberg